# 清澤茂宏
清澤 茂宏（きよさわ しげひろ、1962年10月28日 - ）は、日本の実業家、政治家。芦別市議会議員（2期）、元芦別市長（1期）。

## 略歴
北海道芦別市生まれ。芦別市立緑ヶ丘小学校、芦別市立芦別中学校、北海道芦別高等学校を卒業。
1982年、三井芦別石炭の子会社である「三井芦別鉄道株式会社」に入社し貨車の組成、入替え連結等々の鉄道員としての仕事に従事する。国の第8次石炭政策の影響下で同社が解散する事となり、1989年、26歳の時に退職する。同年三井石炭（株）の雇用開発室の紹介により「スピードファスナー株式会社」入社、同社の東京支店に勤務する。1990年札幌支店に転勤。この後、同系の企業2〜3社を転職し札幌、旭川と転居した。1996年、有限会社中央アンカーを設立と同時に、芦別に帰郷し本社を構える。
2007年に芦別市議会議員に当選。1期務めた後、2011年、芦別市長選挙に立候補し、現職の林政志を破って当選。2015年の市長選挙では新人の今野宏に破れて落選した。
2023年に16年ぶりに芦別市議会議員選挙に挑み、849票を獲得しトップ当選を果たした。

## 主な過去の経歴
- 芦別青年会議所
- 芦別市勤労者共済会理事長
- 芦別本町地区子ども育成連合会会長
- 芦別市社会教育委員
- 芦別市青少年問題協議会委員
- （私）芦別みどり幼稚園評議委員
- 芦別市立緑ヶ丘小学校PTA会長
- 日本ケネルクラブ中空知支部長
- 芦別市バレーボール連盟副会長
- 芦別市議会議員

## 選挙歴
- 2007年（平成19年）4月: 芦別市議会議員選挙（定数14名）当選。
- 2011年（平成23年）4月: 芦別市長選挙 当選。
- 2015年（平成27年）4月: 芦別市長選挙 落選[5]。
- 2023年（令和5年）   4月:芦別市議会議員選挙当選